# Ed Speleers
Edward John Speleers, detto Ed (Chichester, 7 aprile 1988), è un attore britannico. È conosciuto per aver interpretato il protagonista Eragon nel film omonimo; il cameriere Jimmy Kent nella serie televisiva Downton Abbey; Jack Crusher, figlio della dottoressa Beverly Crusher e dell'ammiraglio Jean-Luc Picard, nel franchise di fantascienza Star Trek, come co-protagonista della terza stagione della serie Star Trek: Picard.

## Biografia
Edward Speleers è nato all'ospedale St. Richard di Chichester. I suoi genitori hanno divorziato quando aveva tre anni: la madre Gill, un'infermiera, vive in Spagna, mentre il padre, John Speleers, è un consulente finanziario e vive a Londra. Ha due fratelli maggiori dal lato materno, Simon e Toby, con i quali sussiste un'elevata differenza di età. Ha frequentato la Dorset House School di Bury. Nel 2006 ha lasciato il college di Eastbourne, una scuola privata nell'East Sussex, per recitare nel film Eragon.
Edward Speleers comincia a recitare all'età di sette anni in una rappresentazione della Natività. A dieci anni, prende parte ad una recita scolastica, interpretando Puck in Sogno di una notte di mezza estate. Seguono Amleto e Riccardo III mentre frequenta il college, durante il quale scrive lo spettacolo Retribution, avente come tema la pedofilia.
Nel 2004 si sottopone al provino per il ruolo di Peter Pevensie nel film Le cronache di Narnia - Il leone, la strega e l'armadio, ma la parte viene assegnata a William Moseley. Due anni dopo, su consiglio del suo professore di recitazione, Speleers partecipa ai provini per interpretare il protagonista nel film Eragon, adattamento dell'omonimo romanzo di Christopher Paolini. Speelers ottiene la parte e successivamente doppia anche il personaggio nel videogioco tratto dal film.
Nel 2008, interpreta se stesso in quattro episodi della serie televisiva Moving Wallpaper e nel cortometraggio Moving Wallpaper: The Mole. Recita anche in Echo Beach, mentre nel 2009 appare in un episodio della serie televisiva giapponese Shirasu Jiro. Nel 2010 partecipa al film per la televisione Witchville e al cortometraggio di Aimee Powell Deathless. Nel 2009, diventa vicepresidente della casa di produzione Firefly.
Nel 2011 recita nel film A Lonely Place to Die, in uscita nelle sale inglesi il 9 settembre, e in un altro corto, The Ride di Marion Pilowsky. Nel 2012, appare nel film horror incentrato sui lupi mannari Love Bite, con Jessica Szohr e nella terza stagione della serie televisiva Downton Abbey, dove interpreta il domestico Jimmy. Entra inoltre nei cast dei film A Dead Man in Deptford, tratto dall'omonimo romanzo di Anthony Burgess, e Plastic, quest'ultimo in uscita nel 2014. Nel 2013, Speleers torna sul set della quarta stagione di Downton Abbey.
Il 12 marzo 2014, viene annunciato che Speleers è in lizza per un ruolo principale nel settimo capitolo della saga di Guerre stellari, diretto da J.J. Abrams, uscito nel 2015. Nel 2015, ha interpretato Edward Seymour, I duca di Somerset nella miniserie televisiva storica Wolf Hall, tratta dall'omonimo romanzo, mentre l'anno successivo è nel cast di Alice attraverso lo specchio, sequel di Alice in Wonderland.
Nel 2023 è co-protagonista della terza stagione di Star Trek: Picard, settima serie televisiva live action del franchise di fantascienza Star Trek. Vi interpreta Jack Crusher figlio avuto dalla dottoressa Beverly Crusher (Gates McFadden) da una breve relazione con l'ammiraglio Jean-Luc Picard (Patrick Stewart). È ora ricercato dal Dominio, con una grossa taglia che gli pende sulla testa e per questo la Cambiante Vadic (Amanda Plummer) gli dà la caccia.

## Filantropia
Nel marzo 2010, Ed Speleers diventa il primo ambasciatore di YouthNet, una società online che fornisce assistenza ai giovani tra i 16 e i 25 anni. A giugno dello stesso anno, viene annunciata la sua partecipazione alla 2011 Virgin London Marathon, con lo scopo di raccogliere fondi per Youthnet. Speelers partecipa anche alle maratone successive, raccogliendo fondi per diverse associazioni benefiche.

## Filmografia parziale

### Attore

#### Cinema
- Eragon, regia di Stefen Fangmeier (2006)
- Deathless, regia di Aimee Powell – cortometraggio (2010)
- A Lonely Place to Die, regia di Julian Gilbey (2011)
- The Ride, regia di Marion Pilowsky – cortometraggio (2011)
- Love Bite - Amore all'ultimo morso (Love Bite), regia di Andy De Emmony (2012)
- Metamorphosis: Titian 2012, regia di Remi Weekes e Luke White – cortometraggio (2012)
- Turncoat, regia di Will Gilbey – cortometraggio (2013)
- Plastic, regia di Julian Gilbey (2014)
- A Dead Man in Deptford, regia di Nick Copus (2015)
- Howl, regia di Paul Hyett (2015)
- Alice attraverso lo specchio (Alice Through the Looking Glass), regia di James Bobin (2016)
- Ogni tuo respiro (Breathe), regia di Andy Serkis (2017)
- La casa di Jack (The House That Jack Built), regia di Lars von Trier (2018)
- For Love or Money, regia di Mark Murphy (2019)
- Against the Ice, regia di Peter Flinth (2022)
- Irish Wish - Solo un desiderio (Irish Wish), regia di Janeen Damian (2024)

#### Televisione
- Echo Beach – serie TV, 12 episodi (2008)
- Moving Wallpaper – serie TV, 4 episodi (2008)
- Shirasu Jiro – serie TV, episodio 1x01 (2009)
- Witchville, regia di Pearry Teo – film TV (2010)
- Downton Abbey – serie TV, 17 episodi (2012-2014)
- Wolf Hall – miniserie TV, 4 puntate (2015)
- Partners in Crime – serie TV, 3 episodi (2015)
- Beowulf: Return to the Shieldlands – serie TV, 12 episodi (2016)
- Outlander – serie TV, 12 episodi (2018-2020)
- You – serie TV, 6 episodi (2023)
- Star Trek: Picard – serie TV, 10 episodi (2023)

### Doppiatore
- Eragon – videogioco (2006)
- Battlefield 1 – videogioco (2016)

### Produttore
- Barnaby Blackburn, regia di Barnaby Blackburn - cortometraggio (2018)
- Dad Was, regia di Barnaby Blackburn - cortometraggio (2020)

## Riconoscimenti
- Saturn Award
  - 2007 - Candidatura al miglior attore emergente per Eragon[22]

## Doppiatori italiani
Nelle versioni in italiano dei suoi film, Edward Speleers è stato doppiato da:
- David Chevalier in Eragon, Outlander
- Emanuele Ruzza in You, Irish Wish
- Gabriele Sabatini in Downton Abbey, La casa di Jack
- Marco Vivio in Ogni tuo respiro, Star Trek: Picard
- Davide Perino in Alice attraverso lo specchio
- Omar Vitelli in A Lonely Place to Die
- Stefano Crescentini in Against the Ice
- Alessandro Capra in Battlefied 1[23]